# Station Górzyca
Station Górzyca is een spoorwegstation in de Poolse plaats Górzyca.